# Рейхскомиссариат Кавказ
Рейхскомиссариат Кавказ (нем. Reichskommissariat Kaukasien) — рейхскомиссариат Третьего рейха, планировавшийся к созданию на принадлежавших СССР на момент начала войны землях Кавказа, от границ с Турцией и Ираном на юге, до рек Дон и Волга на севере (включая территорию Астраханской области). Столицей предполагалось сделать Тбилиси. В составе рейхскомиссариата планировалось создать национальные образования в качестве автономных (свободных, в рамках рейхскомиссариата) единиц. Основой экономики этого края были бы добыча нефти и сельское хозяйство.
После вторжения в Советский Союз были также разработаны планы по созданию «прогерманских государств под защитой Германии» на Кавказе, и были созданы «Комитеты по освобождению» Грузии, Армении и Азербайджана, 15 апреля 1942 года им был предоставлен статус "полноправных союзников" Германии. Войскам предписывалось относиться к коренным жителям как к союзникам, а принудительный труд набирать только из русских и украинцев.

## Руководство
- Рейхскомиссар — Арно Шикеданц
- Начальник СС и полиции рейкскомиссариата «Кавказ» — группенфюрер СС и генерал-лейтенант полиции Геррет Корземан
- Глава военной администрации на Кавказе — генерал Кох-Арбах

## Предполагаемое административное деление
Площадь рейхскомиссариата «Кавказ» оценивалась в 500 тыс. км²., а население — в 18 млн жителей половину из которых должны были составлять мусульмане. Рейхскомиссариат включал в себя практически всё Закавказье и Предкавказье, а также часть Южной России до Волги. К числу крупных городов относились, в частности, Краснодар и Майкоп на западе, Ставрополь, Астрахань, Элиста, Махачкала на востоке и Грозный, Нальчик, Владикавказ, Ереван и Баку на юге. Гражданское управление территорией должно было находиться в Тбилиси, Грузия.
Генеральные комиссариаты
- Армения (нем. Generalkommissariat Armenien). Столица: Ереван. Для реализации генерального комиссариата был создан Армянский легион вермахта
- Азербайджан (нем. Generalkommissariat Aserbeidschan). Столица: Баку. Опорой немецкой политики в Азербайджане должен был стать Азербайджанский легион, мусаватистское правительство.
- Грузия (нем. Generalkommissariat Georgien). Столица: Тифлис. Опорой немецкой политики в Грузии должен был стать Грузинский легион.
- Кубань (нем. Generalkommissariat Kuban). Столица: Краснодар
- Горский комиссариат[6] (нем. Berg-Kaukasien) со столицей во Владикавказе в составе зондеркомиссариатов:
  - Дагестан,
  - Чечено-Ингушетия,
  - Северная Осетия,
  - Кабардино-Балкария,
  - Карачай,
  - Адыгея,
  - Кара-Ногайская область

На территории Горского комиссариата действовало ополчение горцев и батальон особого назначения «Бергманн». В столице Владикавказе начала функционировать Национал-социалистическая партия северокавказских братьев, идеология которой соединяла федерализм, ксенофобию, русофобию и прогерманскую внешнюю политику.
- Терек (нем. Generalkommissariat Terek). Столица: Ставрополь
- Калмыкия (нем. Generalkommissariat Kalmückien). Столица: Астрахань

Отдельным образованием должна была стать Бакинская область.